# The Beverly Hillbillies (película)
The Beverly Hillbillies (conocida como Rústicos en Dinerolandia en España y como Los Beverly Ricos en Hispanoamérica) es una película cómica de 1993. Está basada en la serie del mismo nombre que fue emitida desde 1962 hasta 1971.

## Argumento
Los Clampett, una familia de montañeses pobres, se vuelven millonarios tras encontrar accidentalmente petróleo en sus tierras, con una fortuna de más de 1000 millones de dólares, deciden irse a vivir a Beverly Hills pasando a ser parte de la vida galante del país, eso sí, sin abandonar sus costumbres y modales.

## Reparto
| Personaje               | Actor original   | Actor de doblaje - México |
| ----------------------- | ---------------- | ------------------------- |
| Jed Clampett            | Jim Varney       | Rubén Trujillo            |
| Elly May Clampett       | Erika Eleniak    | Maggie Vera               |
| Abuela Daisy Clampett   | Cloris Leachman  | Guadalupe Noel            |
| Jane Hathaway           | Lily Tomlin      | Rebeca Patiño             |
| Jason / Jesina          | Diedrich Bader   | Roberto Molina            |
| Laura Jackson / Lorette | Lea Thompson     | Dulce Guerrero            |
| Millburn Drisdale       | Dabney Coleman   | José Luis Orozco          |
| Morgan Drisdale         | Kevin Connolly   | José Antonio Macías       |
| Tyler                   | Rob Schneider    | Jorge Ornelas             |
| Madre de Jason          | Linda Carlson    | Sarah Souza               |
| Dolly Parton            | Dolly Parton     | Dulce María Romay         |
| Barnaby Jones           | Buddy Ebsen      | Rubén Moya                |
| Detective               | Lyman Ward       | Rafael Rivera             |
| Derek                   | James Schmid     | Octavio Rojas             |
| Reverendo               | Patrick Cranshaw | Esteban Siller            |
| Sirvienta               | Nina Beesley     | Catalina Múzquiz          |

## Recepción
La película tuvo reseñas negativas en su mayoría, obteniendo un 24% en Rotten Tomatoes. Roger Ebert le otorgó a la película la mitad de una estrella, de cuatro posibles, al argumentar que no capturó el encanto de la serie original y no mejoró el material de origen. Además, Ebert escribió, que The Beverly Hillbillies fue un gran fracaso para Spheeris después de su sorpresivo triunfo con Wayne's World dos años antes: "Cuando los directores hacen una maravillosa película, esperas ver la próxima que hagan con especial anticipación, pensando que tal vez tienen el secreto. Cuando se descubre que no lo tienen, te sientes casi traicionado. Así es como me sentí después de The Beverly Hillbillies, una de las peores películas de este o cualquier año."